# 옥스카야역
옥스카야역(러시아어: Окская)은 모스크바 지하철 네크라솝스카야 선의 역이다. 옥스카야 역은 2020년 3월 27일에 개장했다.